# Quorn, South Australia
Quorn är en ort i Australien. Den ligger i kommunen Flinders Ranges och delstaten South Australia, omkring 290 kilometer norr om delstatshuvudstaden Adelaide.
Trakten runt Quorn är nära nog obefolkad, med mindre än två invånare per kvadratkilometer..
Omgivningarna runt Quorn är i huvudsak ett öppet busklandskap. Genomsnittlig årsnederbörd är 358 millimeter. Den regnigaste månaden är februari, med i genomsnitt 59 mm nederbörd, och den torraste är oktober, med 7 mm nederbörd.